# Mostkovice
Mostkovice je obec v okrese Prostějov v Olomouckém kraji. Žije zde přibližně 1 600 obyvatel. Leží na říčce Hloučele zhruba 4,5 km západně od Prostějova. Obec je součástí mikroregionu Plumlovsko. Na jejím katastru se nachází hráz a část vodní plochy Plumlovské přehrady.

## Historie
První písemná zmínka o obci pochází z roku 1141, zmínka o Stichovicích je z roku 1078. Majiteli panství jako součásti Plumlova byli do roku 1466 páni z Kravař a poté rod pánů z Pernštejna, od roku 1599 do konce první světové války vlastnili vesnici Lichtenštejnové. V průběhu 12. a 13. století patřila ves kapitule a klášteru v Olomouci. V roce 1325 jsou Mostkovice spojeny s Plumlovem a majiteli se stávají páni z Kravař až do vymření rodu v roce 1466.  Poté vlastní ves významný rod pánů z Pernštejna. Z tohoto období se nejvíce připomíná Vilém z Pernštejna, neobyčejně hospodářsky podnikavý a politicky činný feudál.
Snaha zajistit vzdělání se v obci připomíná již počátkem 17. století. Postupně ke zdejšímu kostelu a farní škole patřilo až 13 vesnic. Nynější škola je z roku 1816, další křídlo bylo přistavěno v roce 1884. V roce 1869 zahájil v obci činnost čtenářsko-pěvecký spolek a v roce 1889 hasičský sbor. Sokol vznikl v roce 1911. V Mostkovicích je činný také fotbalový tým TJ Sokol Mostkovice, v sezoně 2021/2022 účastník krajského přeboru.
V letech 1980 až 1990 byly Mostkovice místní částí Prostějova, od roku 1991 jsou opět samostatnou obcí.

## Obyvatelstvo

### Struktura
Vývoj počtu obyvatel za celou obec i za jeho jednotlivé části uvádí tabulka níže, ve které se zobrazuje i příslušnost jednotlivých částí k obci či následné odtržení.
| Místní části   | Místní části    | 1869 | 1880 | 1890 | 1900 | 1910 | 1921 | 1930 | 1950 | 1961 | 1970 | 1980 | 1991 | 2001 | 2011 |
| -------------- | --------------- | ---- | ---- | ---- | ---- | ---- | ---- | ---- | ---- | ---- | ---- | ---- | ---- | ---- | ---- |
| Počet obyvatel | část Mostkovice | 885  | 972  | 1055 | 1168 | 1290 | 1351 | 1448 | 1724 | 1511 | 1413 | 1415 | 1315 | 1294 | 1497 |
| Počet domů     | část Mostkovice | 132  | 163  | 177  | 196  | 222  | 247  | 283  | 396  | 363  | 377  | 399  | 454  | 466  | 469  |

## Pamětihodnosti
- Kostel Nanebevzetí Panny Marie pochází pravděpodobně z 12. století, kdy byla oblast kolonizována českým obyvatelstvem.
- Boží muka u mlýna
- Krucifix
- Pomník padlým v první světové válce v místní části Mostkovice
- Pomník padlým v první světové válce v místní části Stichovice
- Pamětní deska na rodném domě generála Františka Kraváka popraveného nacisty

## Vybavenost obce
Na jejím katastru, v západní části s historickým názvem Stichovice, se nachází hráz a část vodní plochy Plumlovské přehrady včetně řady rekreačních objektů. Plumlovská přehrada, která učinila z Mostkovic významné rekreační centrum, byla po pěti letech revitalizace opět napuštěna v roce 2014.
Významnou lokalitou Stichovic je také bývalé letiště vybudované těsně před druhou světovou válkou, které později sloužilo německé okupační armádě a do roku 1990 ČSLA. Od roku 1990 je využíváno civilními subjekty, mimo jiné je zde středisko amatérského létání Deltaklub a neveřejné civilní letiště.

## Osobnosti
- Václav Beneš Optát, utrakvistický kněz, spoluautor první české gramatiky, překladatel Nového Zákona do češtiny
- František Cinek, prelát Jeho Svatosti, teolog, spolupracovník A. C. Stojana
- František Kravák, generál, významná osobnost protifašistického odboje

## Fotogalerie

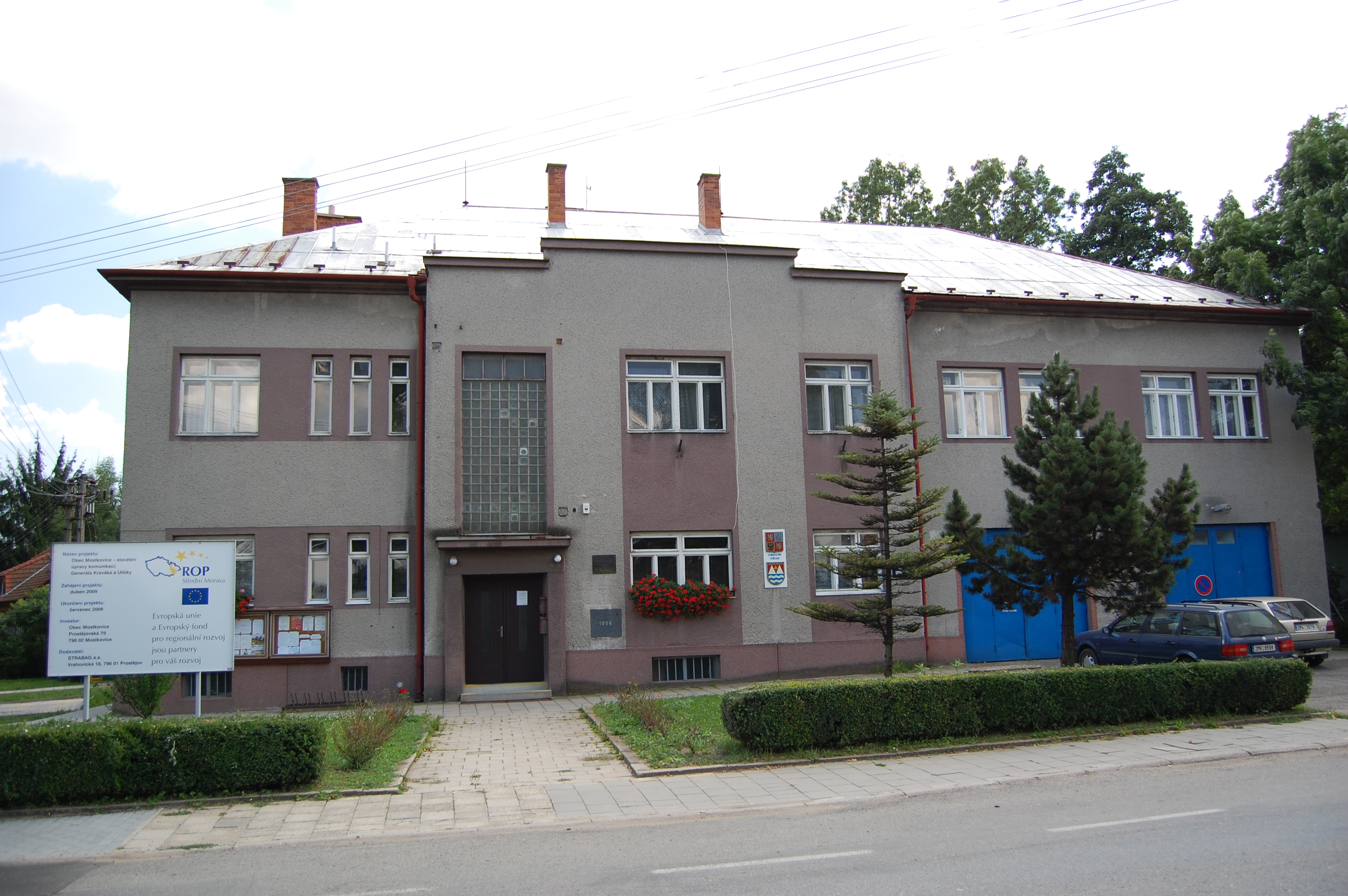
Obecní úřad
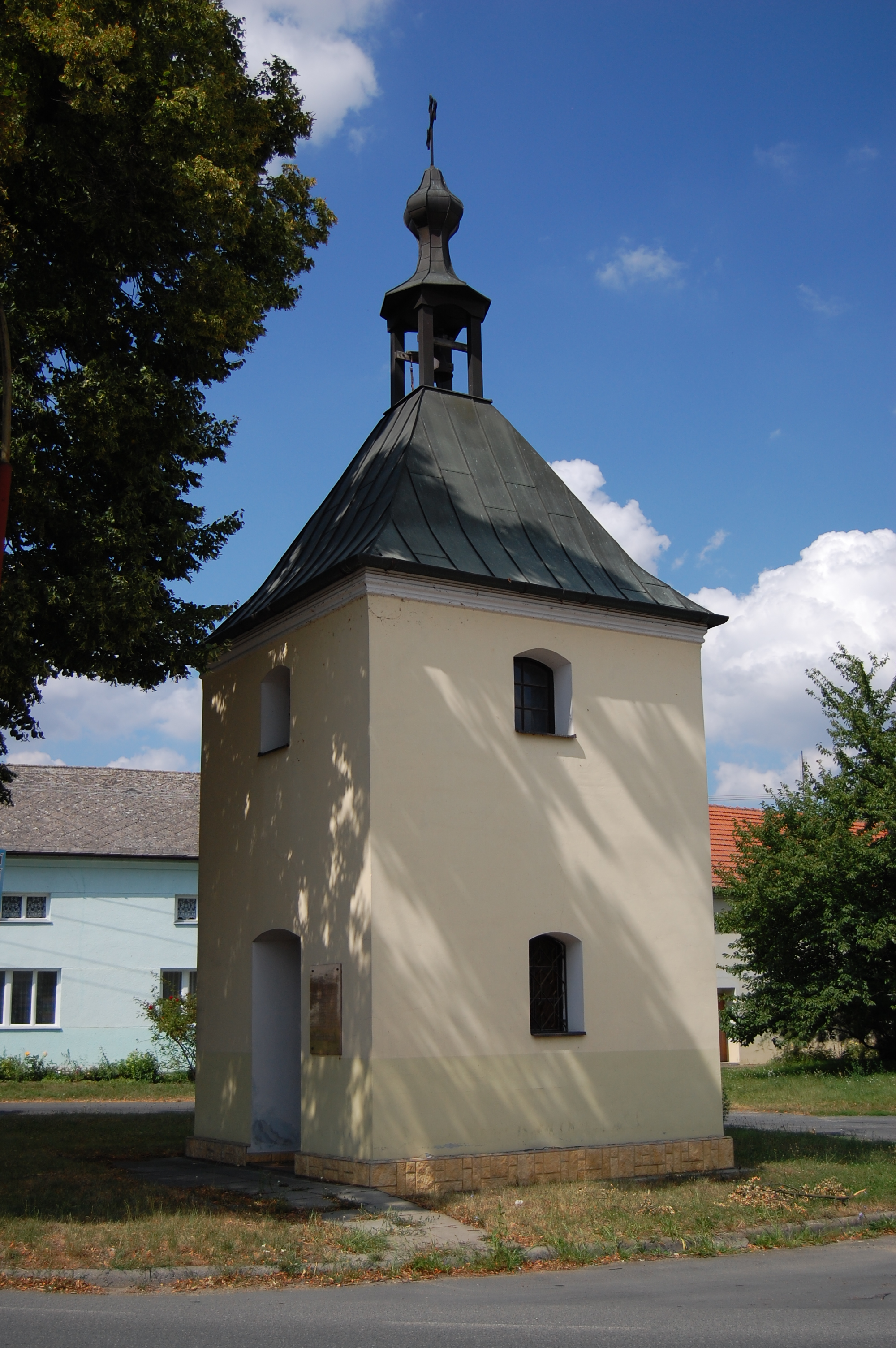
Kaple na návsi ve Stichovicích, západní části obce
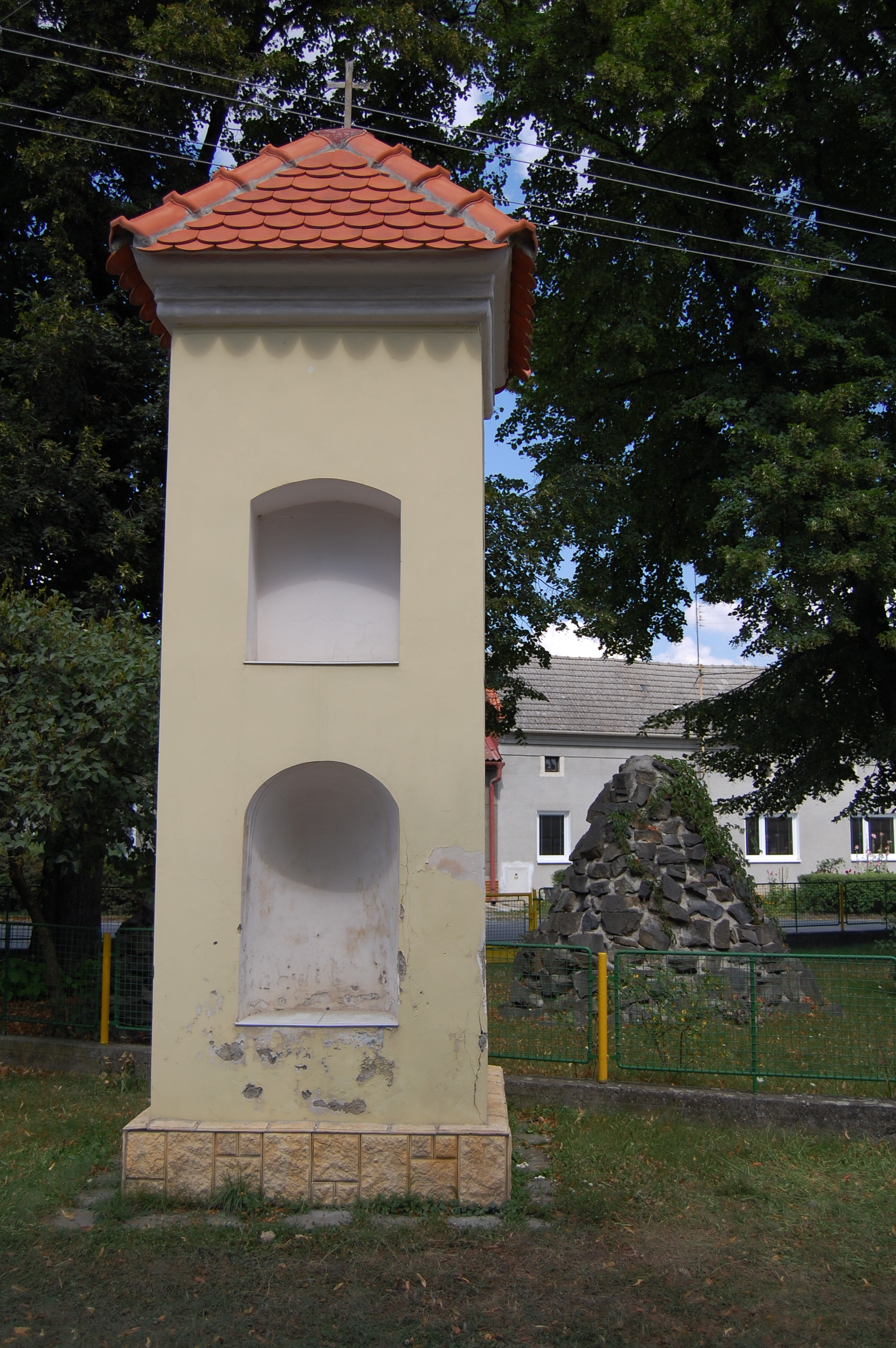
Boží muka na návsi U Pomníku
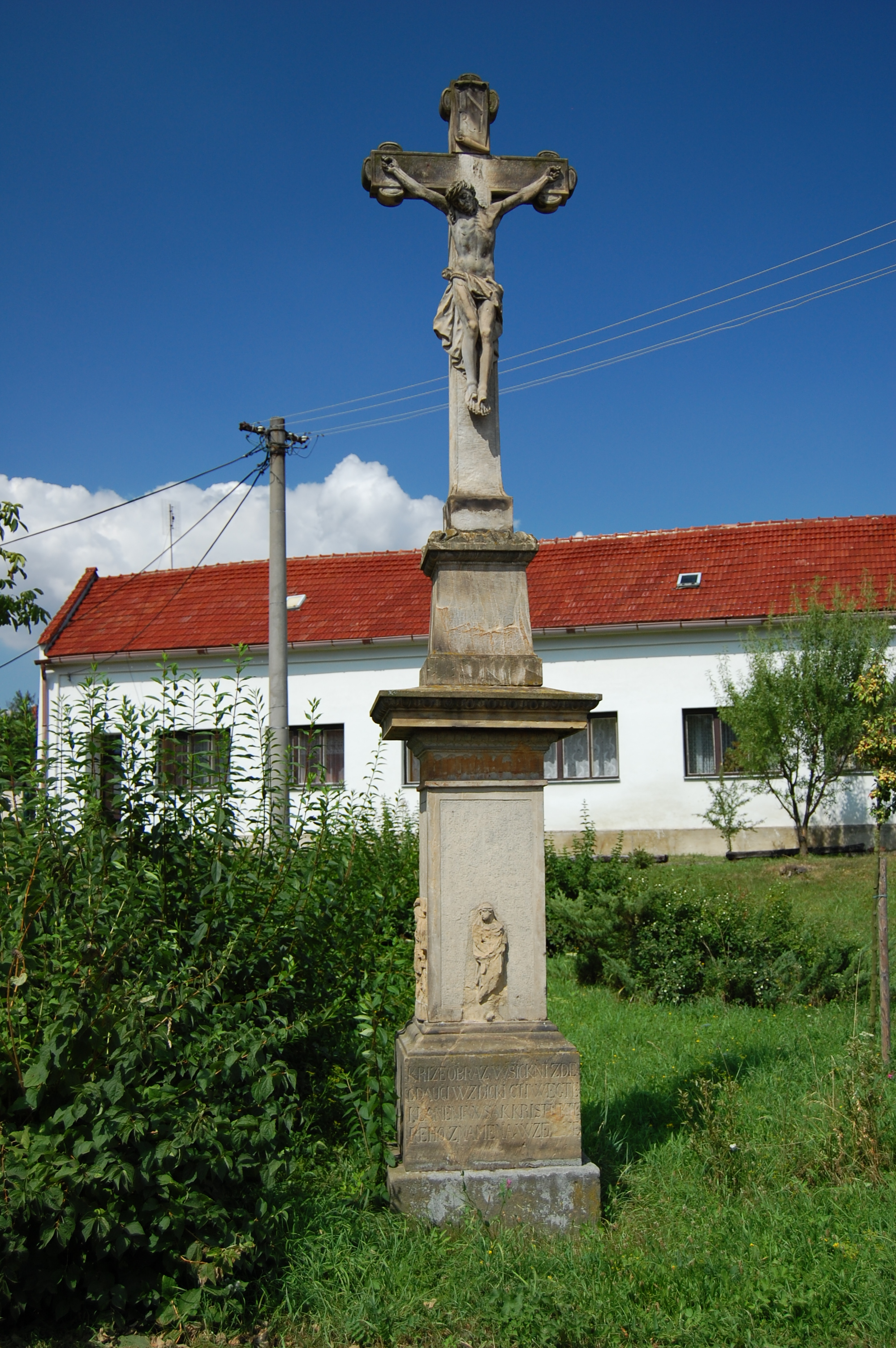
Krucifix ve Stichovicích
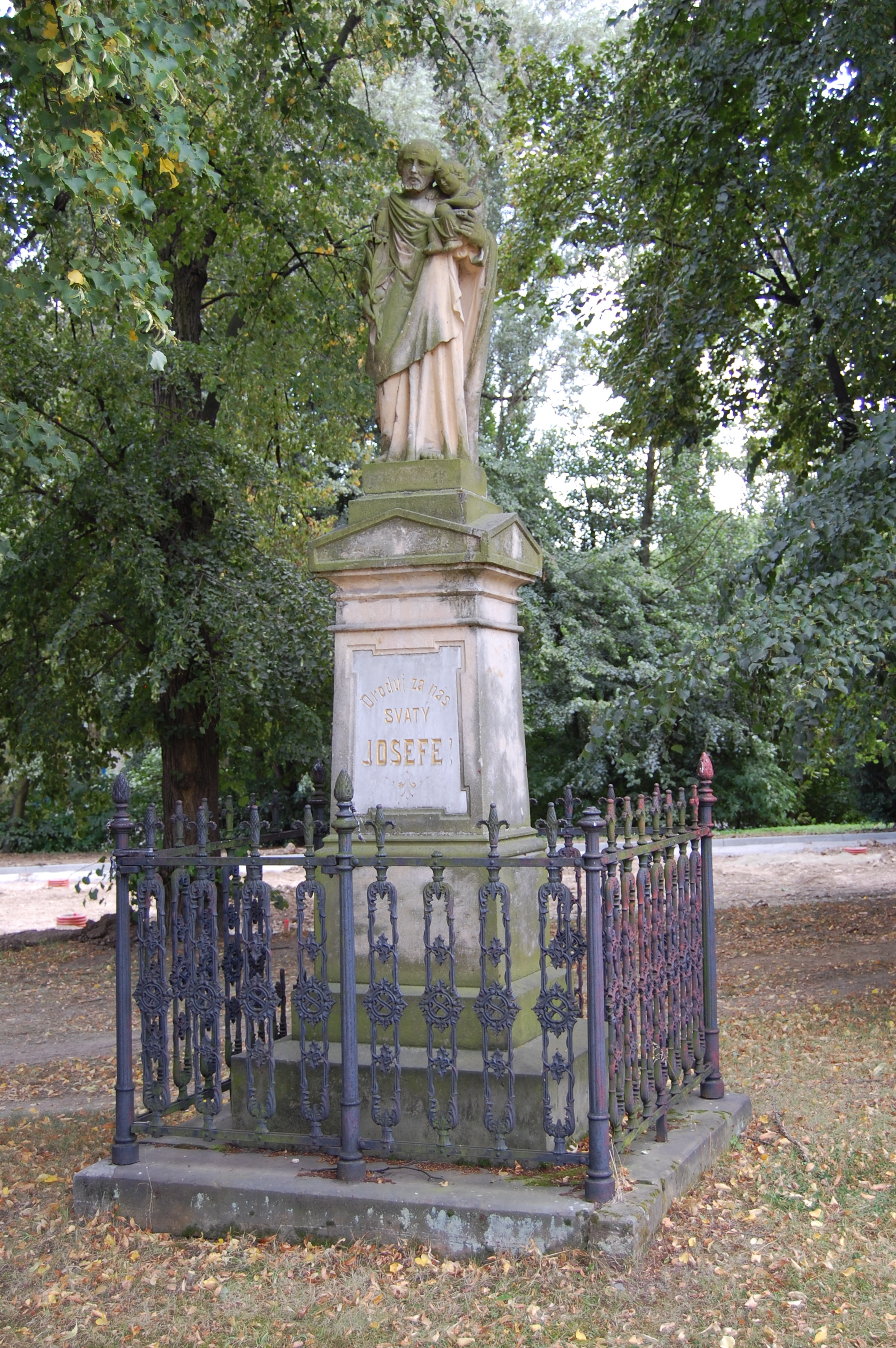
Socha sv. Josefa
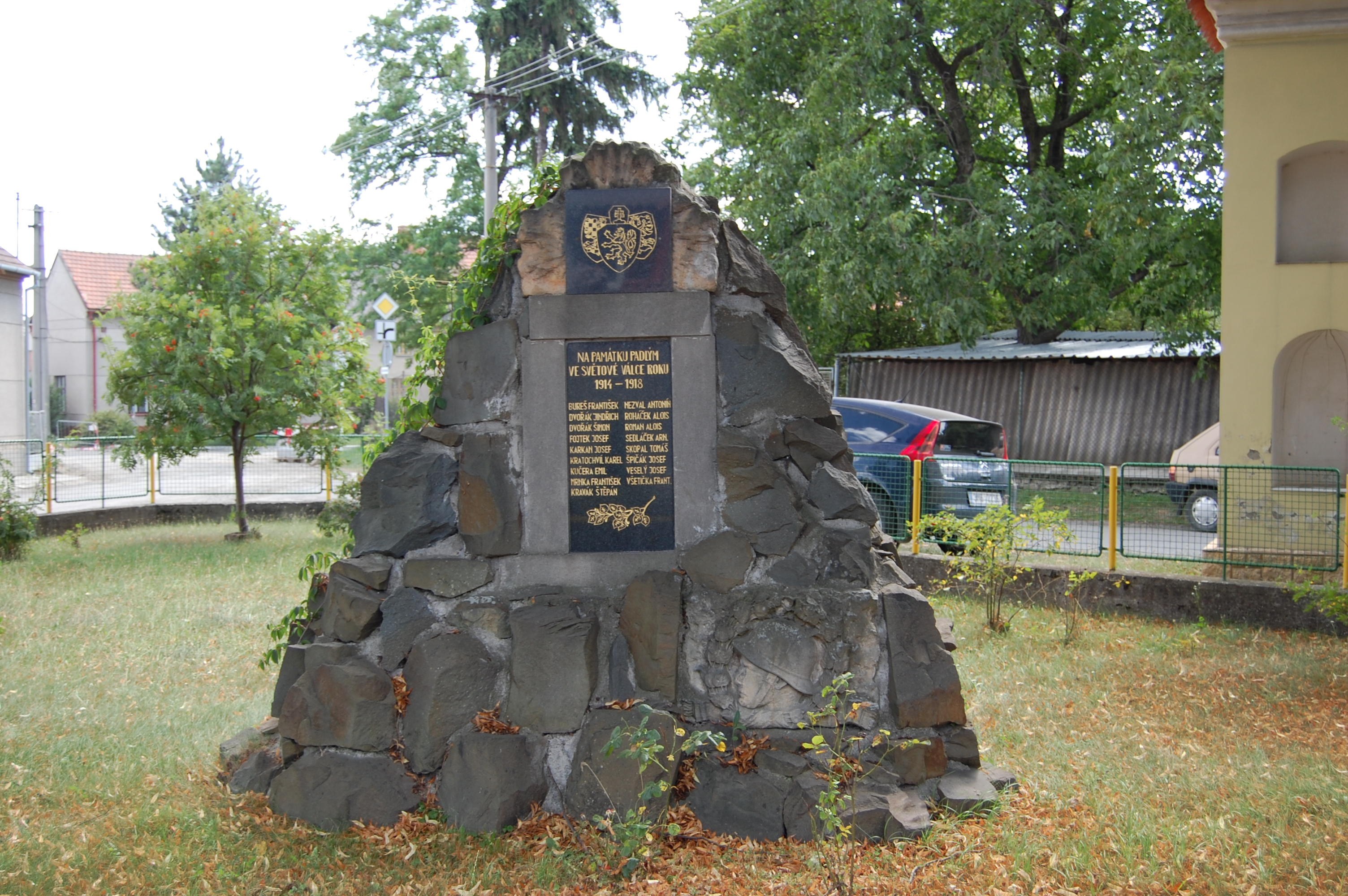
Pomník padlým v 1. světové válce, Mostkovice
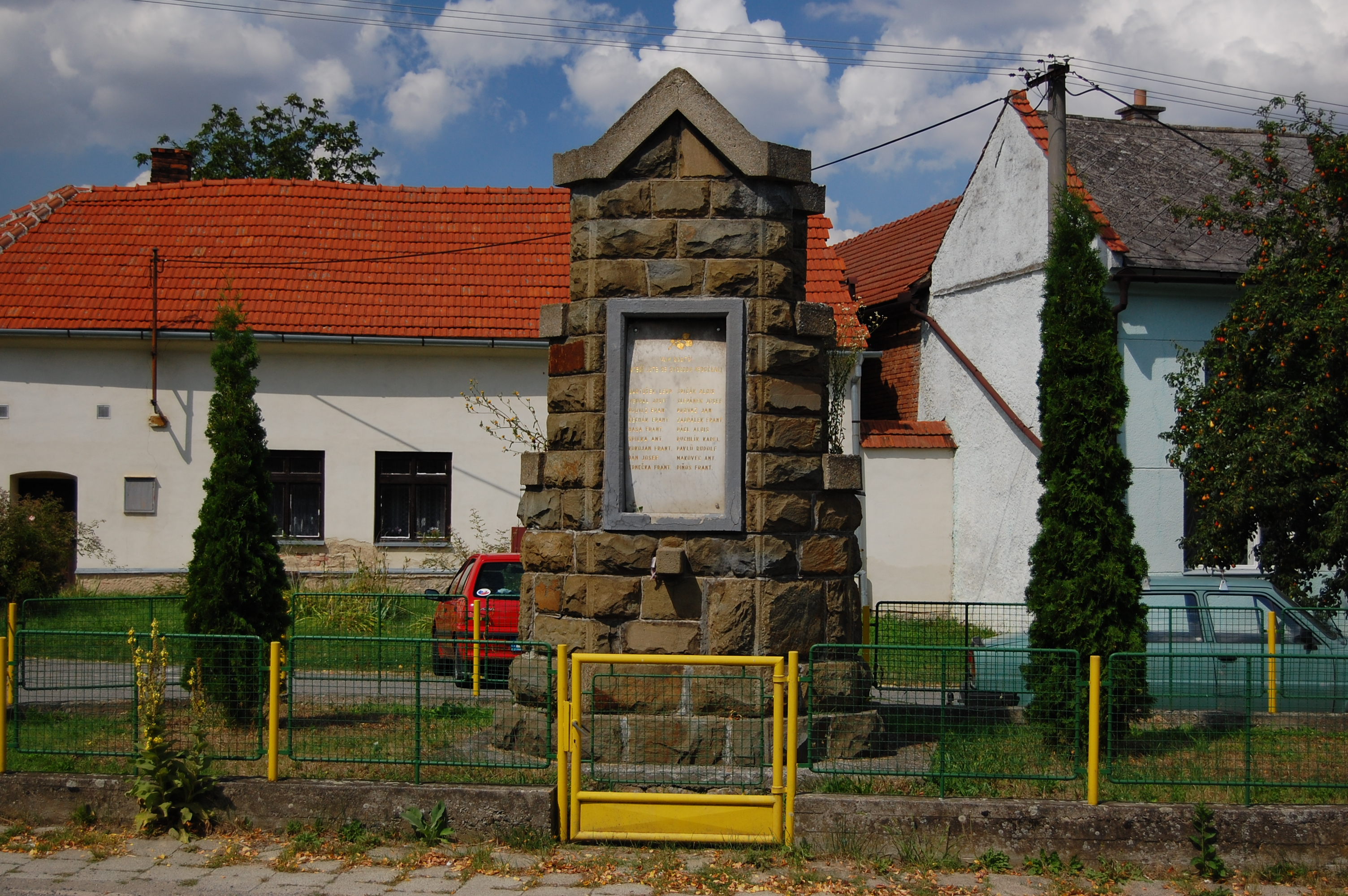
Pomník padlým v 1. světové válce, Stichovice
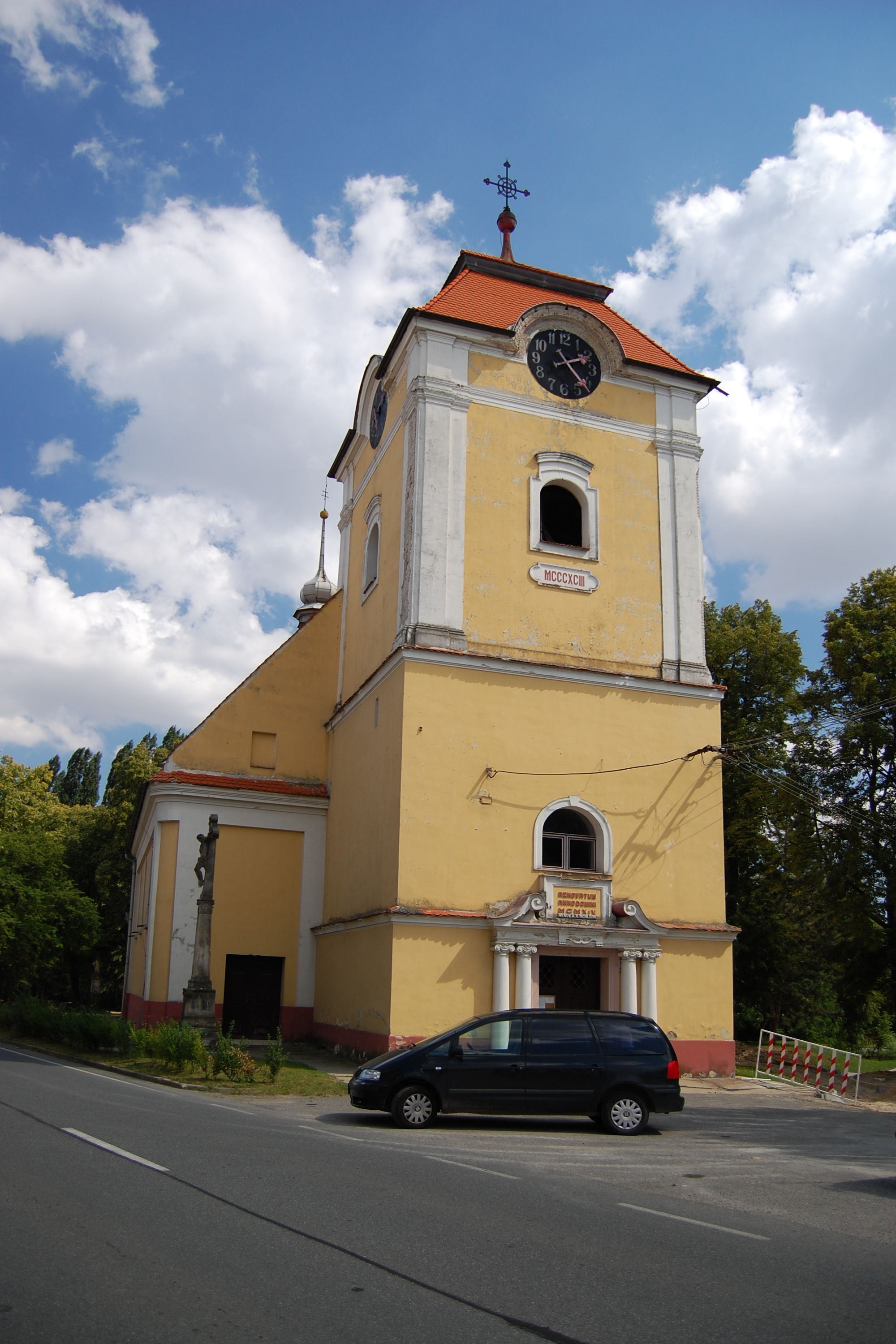
Kostel Nanebevzetí Panny Marie
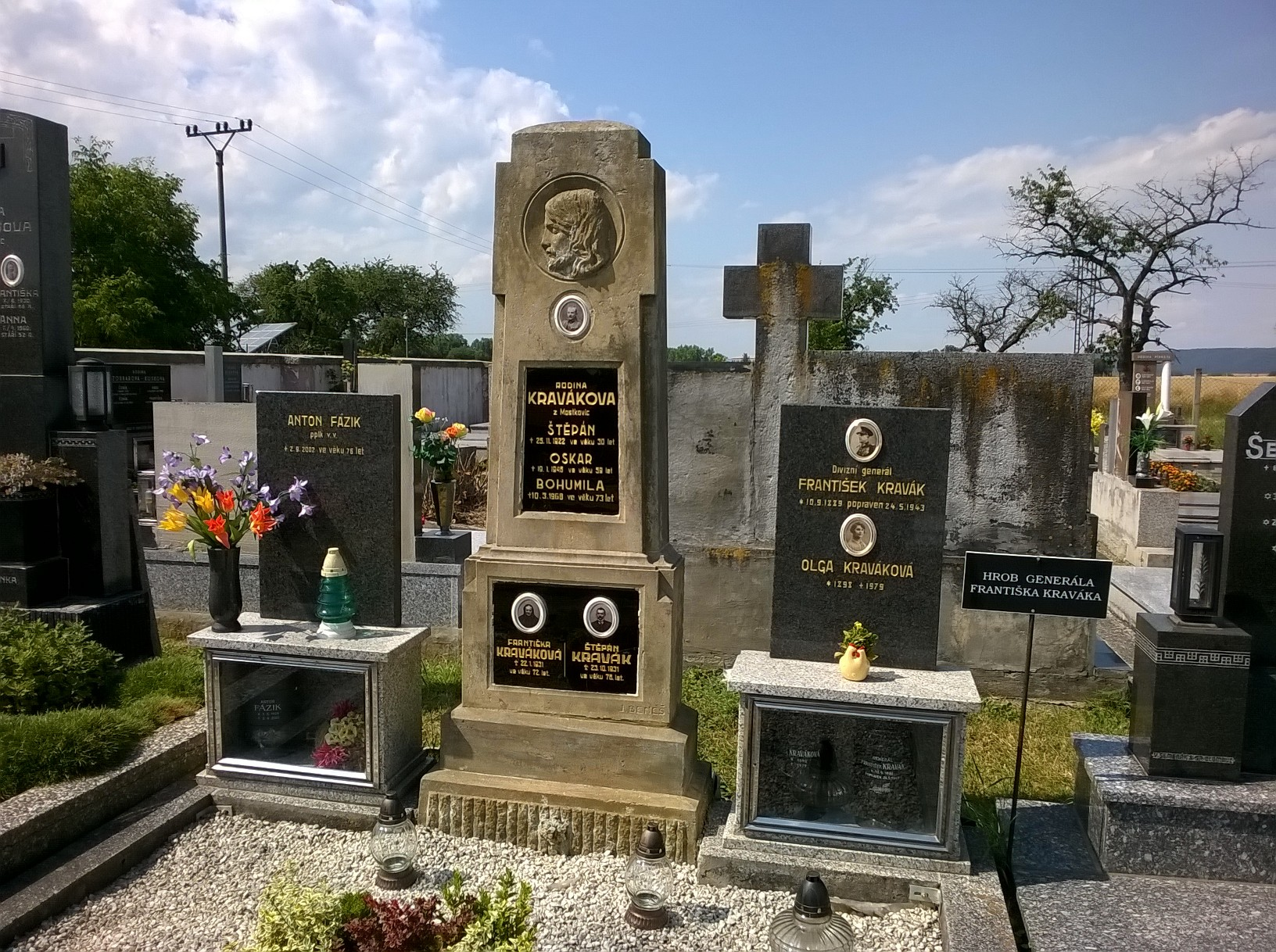
Hrob Generála Kraváka